# 和太鼓グループ彩 -sai-
和太鼓グループ彩（わだいこグループさい、英：WADAIKO SAI）は、日本のプロ和太鼓集団。主な略称は、「和太鼓彩」。
2005年に東京大学のサークルとして結成され、2013年よりプロとして活動し、これまで40カ国で2000公演を行う。

## 概要
2005年、桐蔭学園高等学校和太鼓部OBのメンバー3人を含めた4人で、東京大学のサークルとして「和太鼓彩」を発足させた。2013年4月、「和太鼓彩」はプロのグループとして活動をスタート。サークルとしての和太鼓彩のメンバーからも、齋英俊、塩見岳大らがプロ活動に専念する道を選んでいる。
大手芸能事務所には所属しておらず、東京都葛飾区に事務所を構え、活動を行っている。
プロ活動1年目に当たる2013年度に出演したイベント回数は200回を超している。かめありリリオホール（東京都葛飾区）での単独公演を2回開催したが、2回とも完売させている。2014年6月にはザ・ベネチアン・マカオで初の日本国外公演を行った。その後、外務省主催「ロシアにおける日本年2018」プレオープニングイベントをはじめとして、年間10カ国以上で公演を行っている。
あだちエンターテイメントチャレンジャー支援事業の支援を受けて、2015年には結成10周年の日本全国ツアーを実施した。
演奏以外にも、一日警察署長や、かつしかフードフェスタ公式PR大使を務めるなど、タレント業も行っている。
2017年には、イタリアサッカー セリエA「ユヴェントス×ローマ」の試合前に、ユヴェントススタジアムにて日本人初となるパフォーマンスを行った。
2019年、東京国際フォーラムでの単独公演を行い、そこでつんく♂プロデュース「Japanese season color 〜四季多彩〜」の発表を行った。
また、ラグビーワールドカップ2019の選手入場演奏を務めた。
2025年、世界40カ国にて2000公演を達成。

## 沿革
- 2005年

東京大学のサークルとして、和太鼓グループ彩を立ち上げる。
- 2006年

東京大学五月祭にてデビュー演奏を行う。
- 2009年

北沢タウンホールにて、第1回単独公演を実施。
東京大学学園祭「最優秀企画賞」を4年連続で受賞する。
- 2012年

団体初のツアーとなる「衝動」ツアーを関東3カ所にて実施。
日本太鼓協会主催「太鼓祭 in クレアこうのす 第6回東日本大会」優勝。
- 2013年

プロとしての活動を開始する。
- 2014年

日本マクドナルド「とんかつマックバーガー」TVCM出演。のちにこのCM出演が転機になったと振り返っている。
- 2015年

結成10周年全国ツアー「衝動Ⅱ」を開催。全国9都市をまわる。
- 2017年

映画「帝一の國」フンドシ太鼓シーンの監修・作曲・振付・出演。
- 2018年

ラグビー国際試合「キヤノンブレディスローカップ2018 ニュージーランド代表 オールブラックスvsオーストラリア代表 ワラビーズ」出演。
「ロシアにおける日本年」プレオープニングイベント外務省主催ロシアツアー開催。
20カ国での公演を達成。
- 2019年

東京国際フォーラム単独公演開催。
ラグビーワールドカップ2019日本大会選手入場演奏。
団体初のワールドツアー「SAI WORLD」開催。
アジア最大の芸術祭「Asian Culture Carnival」日本代表として出演。
- 2022年

NHK大河ドラマ「鎌倉殿の13人」劇伴 レコーディング参加。

## メンバー
（2021年6月現在）
- 齋英俊 (さいひでとし)
- 塩見岳大 (しおみたけひろ)
- 渡辺隆寛 (わたなべたかひろ)
- 酒井智彬 (さかいともあき)
- 鈴木海 (すずきかい)
- 尾関龍河 (おぜきりょうが)
- 松谷鷹太郎 (まつたにようたろう)
- 牛道怜 (うしみちれい)
- 佐藤龍史 (さとうりゅうじ)
- 春日大輔 (かすがだいすけ)
- 紺谷友博 (こんたにともひろ)
- 小川祥吾 (おがわしょうご)
- 執行正樹 (しぎょうまさき)
- 矢萩大貴 (やはぎだいき)
- 佐藤雅裕 (さとうまさひろ)
- 宇田翔馬 (うだしょうま)
- 遠西篤治 (とおにしあつはる)
- 吉田優人 (よしだゆうと)
- 松本一希 (まつもとかずき)
- 東野太亮 (とうのたいすけ)
- 佐々木瑛士(ささきえいし)
- 川内虹汰(かわうちこうた)
- 齋藤隼(さいとうしゅん)
- 原琉生加(はらるうか)
- 竹中颯汰(たけなかそうた)

## ディスコグラフィ
ミュージックビデオ
- つんく♂ プロデュース 「Japanese season color 〜四季多彩〜」

DVD
- 2012年「衝動」
- 2013年「COLORS」
- 2014年「凛」
- 2016年「衝動Ⅱ」
- 2018年「新世界」
- 2020年「SAI in your room」

CD
- 2016年「衝動Ⅱ」
- 2019年「奏」
- 2019年「SAI ALBUM」

テレビCM
- 京セラスマートフォン「DIGNO M」（213年出演）
- 日本マクドナルド「とんかつマックバーガー」（2014年出演）
- ミツカン「追いがつおつゆ」(2015年出演)
- Google「Android」(2015年出演)
- JAバンク「ちょリス夏祭り篇」(2016年出演)
- セブン＆アイHLDGS「アリオバザール」(2017年出演)
- AU三太郎シリーズ「三太郎音頭」(2017年出演)
- キリンビール「氷結」(2018年出演)
- モンスターストライク(2018年出演)
- ガリバー「2019年史上最大の初売りセール」(2019年出演)

映画
- 『帝一の國』 - 俳優陣5人と共に、ふんどし姿で一緒に演奏する。俳優陣の演奏訓練も行っている。

## 受賞
- 日本太鼓協会主催「太鼓祭東日本大会」（2012年） - 優勝[5]